# 西墓山古墳
西墓山古墳（にしはかやまこふん）は、大阪府藤井寺市青山にあった古墳。形状は方墳と推定される。世界文化遺産の古市古墳群を構成する古墳の1つ。
住宅建て替え工事により発掘調査が行なわれて存在が明らかとなり、埴輪列が検出され、鉄器埋納遺構からは多数の鉄器類が出土している。	

## 概要
墓山古墳の前方部西側にあり、同古墳の陪塚とされている浄元寺山古墳のすぐ南側において1988年に木造共同住宅を解体し、鉄筋へと建て替える工事が行なわれることが計画された。墳丘はおろか遺構、遺物の分布も確認されていなかった場所ではあったが、浄元寺山古墳のすぐ南に隣接するため、その関連施設(周濠や周濠の外堤など)の存在も予想されたため、事前の発掘調査が行なわれることとなった。調査が開始されるとすぐに、埴輪列と鉄器を埋納した遺構が検出された。　

### 内部構造

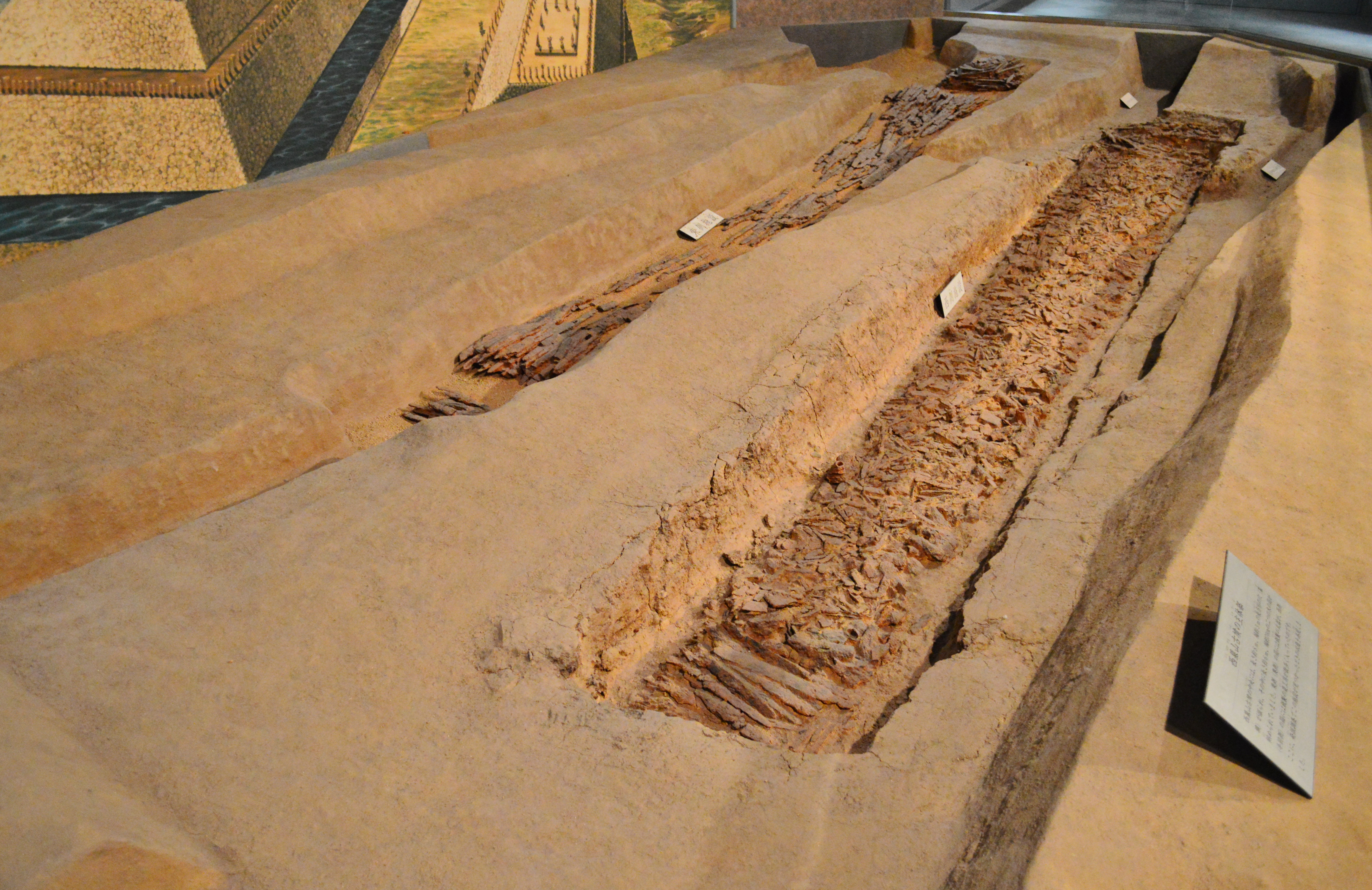
主体部藤井寺市立生涯学習センター（アイセルシュラホール）展示。

鉄器埋納遺構は東西2列になっており、東列は長さ5.2m、幅70cm～80cmで、その範囲内に大刀、剣、短剣、ヤリ、ホコなど232点以上の鉄器が収められていた。西列は長さ6.2m、幅60cm～80cmで、短剣、刺突具、鋤先、斧、刀子、釶、異形釶、鑿、錐、鋸など1168点以上の鉄製品、斧形滑石製品10点以上、鎌形滑石製品1点以上が収められていた。埋納されていた鉄器の性格としては、鋤先の観察からは明瞭な刃部を持つものが極端に少なく、刀子も刃部を形成せず刀子を模倣する遺物が認められ実用には使えないものであった。またこれらの鉄器類には使用した痕跡も認められないため、埋納するために製作された儀礼的性格の鉄器類と考えられた。

### 埴輪と年代
埴輪は円筒埴輪列となって北辺で16個体、南辺で31個体発掘され、また出土状況からみて当古墳に伴うと考えられる円筒、朝顔形　形象埴輪の破片が多数発掘されている。円筒埴輪は三条のタガを巡らし、法量は口径30cm前後、器高は判明する資料は1点のみで53.4cmであった。時期は川西編年のIII期新相（5世紀前半～中頃）に属するものであった。形象埴輪は蓋形埴輪と家形埴輪の細片が出土している。当古墳の墳丘は木造住宅の跡地であるため既に大半が削平されていた。また、1941年の墓山古墳付近の航空写真においては、その木造住宅が建つ以前の現地が写しだされているが、墳丘らしきものは見当たらず、すでに耕地となっていたことが判る。

### 古墳の性格
西墓山古墳の性格については当古墳の発掘調査範囲内において、人体埋葬施設の存在は確認できず、人体埋葬施設のない副葬用陪塚である可能性が考えられた。他に副葬用陪塚である可能性のある古墳は百舌鳥古墳群のカトンボ山古墳、塚廻古墳　七観山古墳、古市古墳群ではアリ山古墳、野中古墳などが知られている。なお当古墳は調査後、消滅したが鉄製品埋納施設の一部が切り取られ、保存加工されてアイセルシュラホール（正式名　藤井寺市生涯学習センター）歴史展示室に展示されている。